# Chaos (film, 2001)
Pour les articles homonymes, voir Chaos.
Pour plus de détails, voir Fiche technique et Distribution.
Chaos est un film français réalisé par Coline Serreau, sorti en 2001.

## Synopsis
Un couple en voiture aperçoit un soir, dans une petite rue parisienne, une jeune fille terrorisée courir en hurlant vers leur véhicule. Le mari, Paul, verrouille les portières, refusant de laisser monter à bord celle qui lui demande de l'aide. La jeune fille ne tarde alors pas à être rattrapée par des hommes qui la poursuivaient puis à être passée à tabac sous les yeux du couple. Paul craint des ennuis et interdit à son épouse Hélène d'appeler les secours. Il démarre en trombe en laissant la jeune fille gisant sur le sol.
Néanmoins, le lendemain, Hélène tente de retrouver la jeune fille. Il s'avère qu'elle a été emmenée dans un hôpital parisien et se trouve dans un profond coma. Désireuse d'aider celle qu'elle a malgré elle abandonnée la veille, Hélène décide de rester à son chevet, attendant son réveil.
La jeune fille va mettre du temps à lui donner sa confiance. Hélène va comprendre que cette dernière est pourchassée par des hommes de main, des proxénètes. Elle va parvenir à assommer l'un d'entre eux et le cacher sous une bâche.
La jeune fille décrit son passé à Hélène. Elle est prénommée Malika, elle est née en Algérie et y a vécu jusqu'à ses dix ans avec sa mère et ses trois frères et sœurs. Elle est l'aînée de la fratrie. Devenus orphelins de mère, morte pour un crime d'honneur, leur père les a fait rapatrier en France. Malika s'est retrouvée, âgée de dix ans, à devoir préparer elle-même la nourriture pour sa fratrie et s'occuper d'eux quatre puisque sa belle-mère refusa de cuisiner ou d'aider en quoi que ce soit vis-à-vis de cette fratrie non désirée. Malika parvient à comprendre ensuite que son père allait la donner en mariage à un vieil homme algérien contre de l'argent. Elle avait alors seize ans.
Elle décida de fuir cette famille ingrate mais ne sachant où aller, ni même comment se nourrir, elle est victime d'un réseau de proxénètes particulièrement cruels. Pour se servir d'elle à leurs fins, ils la violent huit à dix fois par jour (comme d'autres filles, qu'elle ne voit pas, mais qu'elle entend) et la droguent à l'héroïne afin que cette dépendance puisse la dissuader de s'échapper. De plus, ils prennent la précaution de lui fournir un faux passeport au prénom de Noémie à présenter à la police en cas de contrôle d'identité, le vrai passeport de Malika se trouvant en possession de son père.
À l'insu de ses proxénètes, Noémie trouve la volonté de se sevrer de la drogue. Elle demande au chef de l'organisation de quitter les trottoirs de Marseille, où elle officie depuis quatre ans, pour se rendre en Suisse où elle compte travailler en tant qu'hôtesse de luxe pour des clients fortunés. Appâté par l'argent qu'elle pourrait ainsi lui rapporter, le chef du réseau accepte.
Arrivée à Genève, Noémie séduit un certain Blanchet, multimillionnaire condamné par une maladie. Ce dernier a conscience que ses propres héritiers ne le respectent guère, ne voyant en lui qu'un portefeuille moribond. Il se prend d'affection pour Malika et lui lègue sa fortune. Lorsque les ayants droit légitimes comprennent qu'ils se sont fait déposséder, ils créent un scandale dont les proxénètes prennent connaissance. Ayant repris possession de son véritable passeport, la jeune fille cache l'argent dans une banque suisse sous son vrai nom. Hélas, les membres de l'organisation s'aperçoivent du subterfuge et la traquent. Ils la battent pour lui faire avouer où se trouve l'argent de Blanchet. C'est en s'échappant, les proxénètes aux trousses, que Noémie croise alors le chemin d'Hélène et Paul.
Noémie et Hélène élaborent un plan visant à débarrasser la jeune fille de ses proxénètes une fois pour toutes. Noémie fait croire au chef de l'organisation que Touki, l'un des principaux proxénètes, a accepté de l'argent de sa part. Bien évidemment, le chef n'en était pas informé. En représailles, ce dernier tue alors Touki juste sous le nez de policiers que Noémie avait prévenu. Le chef de l'organisation est alors arrêté.
Parallèlement, Malika se sert de l'argent de Blanchet pour simuler une réconciliation avec sa famille et sauver ainsi sa jeune sœur d'un mariage forcé. Elle se venge également de Paul en le séduisant, avec la complicité d'Hélène qui a perdu ses illusions sur son mari, puis en l'abandonnant.

## Fiche technique
- Titre : Chaos
- Réalisation : Coline Serreau
- Scénario : Coline Serreau
- Production : Alain Sarde et Christine Gozlan
- Budget : 48 millions de francs
- Musique : Ludovic Navarre, St Germain
  - Avec également des extraits des Variations Goldberg de Jean-Sébastien Bach
- Photographie : Jean-François Robin
- Montage : Catherine Renault
- Décors : Michèle Abbé-Vannier
- Pays d'origine :  France
- Format : couleurs - 1,66:1 - Dolby Digital - DV
- Genre : comédie dramatique
- Durée : 109 minutes
- Dates de sortie : 3 octobre 2001 (France), 10 octobre 2001 (Belgique)

## Distribution
- Vincent Lindon : Paul Vidal
- Catherine Frot : Hélène Vidal
- Rachida Brakni : Noémie / Malika Tarek
- Line Renaud : Mamie, la mère de Paul
- Aurélien Wiik : Fabrice Vidal, le fils
- Vincent Branchet : Raoul
- Ivan Franek : Touki
- Michel Lagueyrie : Marsat
- Wojciech Pszoniak : Pali
- Eric Poulain : Le jeune policier
- Omar-Echériff Attalah : Tarek, le père de Malika
- Hajar Nouma : Zora Tarek
- Chloé Lambert : Florence
- Marie Denarnaud : Charlotte
- Jean-Marc Stehlé : Blanchet
- Léa Drucker : Nicole
- Vincent Pannetier : Le client du café « L'Horloge »
- Valérie Benguigui : médecin
- Gilles Cohen : médecin
- David Gabison : Le concierge au Lutetia
- Slimane Hadjar : Saïd Tarek
- Sébastien Monteiro : Abdel Tarek
- Marc Prin : le fils Blanchet

## Production
La réalisatrice militante avec ce film veut dénoncer le proxénétisme, le machisme ordinaire et l'intégrisme musulman,.
C'est la troisième fois que Vincent Lindon tourne sous la direction de Coline Serreau, après La Crise en 1992 et La Belle Verte en 1996.
Un projet de remake aux États-Unis a été envisagé.

## Distinctions
- 27e cérémonie des César : César du meilleur espoir féminin pour Rachida Brakni
  - Nominations aux César du meilleur film, meilleur scénario, meilleure actrice (Catherine Frot) et meilleur second rôle féminin (Line Renaud).
- Prix du meilleur espoir féminin pour Rachida Brakni, lors des prix Lumières 2002.
- Prix du public et prix de la critique lors du Festival international du film norvégien à Haugesund en 2002.